# كولين والكوت
كولين والكوت (بالإنجليزية: Collin Walcott)‏ هو عازف جاز وموسيقي أمريكي، ولد في 24 فبراير 1945 في نيويورك في الولايات المتحدة، وتوفي في 8 نوفمبر 1984 في ماغديبورغ في ألمانيا بسبب حادث مرور.

## وصلات خارجية
- كولين والكوت على موقع IMDb (الإنجليزية)
- كولين والكوت على موقع ميوزك برينز (الإنجليزية)
- كولين والكوت على موقع إن إن دي بي (الإنجليزية)
- كولين والكوت على موقع أول ميوزيك (الإنجليزية)
- كولين والكوت على موقع ديسكوغز (الإنجليزية)